# واقعیت ترکیبی

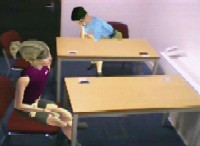
تصویری از یک محیط واقعیت ترکیبی

واقعیت ترکیبی یا Mixed Reality نتیجه ترکیب دنیای فیزیکی با دنیای دیجیتال است. به عبارت دیگر واقعیت ترکیبی اشیای مجازی را به دنیای واقعی متصل می‌کند و کاربر را قادر می‌سازد تا با اشیاء مجازی تعامل داشته باشد.

## انواع واقعیت ترکیبی
1. واقعیت ترکیبی که با دنیای واقعی شروع می‌شود: در این فناوری، اشیای مجازی نه تنها به محیط افزوده می‌شوند بلکه کاربر می‌تواند با آن‌ها ارتباط برقرار کند. به بیان دیگر، کاربر در فضای واقعی می‌ماند، اما محتوای دیجیتالی به این فضا اضافه شده‌است و کاربر نیز می‌تواند برروی این اشیای مجازی اثر بگذارد. این نوع از واقعیت ترکیبی را می‌توان نسخه پیشرفته‌ای از واقعیت افزوده دانست
2. واقعیت ترکیبی که با یک دنیای کاملاً مجازی شروع می‌شود: در این نسخه از واقعیت ترکیبی شاهد یک دنیای مجازی هستیم که جایگزین دنیای واقعی می‌شود. بله درست حدس زدید، این فناوری به واقعیت مجازی شباهت دارد. اما اشیای مجازی درون آن شبیه نمونه‌های واقعی هستند، درحالی‌که در فناوری واقعیت مجازی، به‌طور عادی محیط مجازی به دنیای واقعی اطراف کاربر متصل نیست.[۲]

## کاربردها[۳]

### آموزش نظامی
یکی از کاربردهای واقعیت‌های ترکیبی برای آموزش سربازان نظامی است. راه حل‌های آموزشی اغلب بر روی فناوری‌های (Commercial Off the Shelf (COTS ساخته می‌شوند.

### کار از راه دور
واقعیت ترکیبی اجازه می‌دهد تا یک نیروی کار جهانی از تیم‌هایی از راه دور برای همکاری و مقابله با چالش‌های کسب و کار سازمانی در نزدیک‌ترین حالت ممکن کنارهم قرار گیرند. مسلماً این تکنولوژی وابسته به مکان نیست یعنی شما در هرجایی باشید می‌توانید در محیط خواسته شده قرار گیرید، یک کارمند معمولی با سخت‌افزارهای مربوط می‌تواند وارد محیط‌های مسابقه ای در سرار دنیا شود. موانع زبان از بین خواهد رفت چون واقعیت افزوده هم‌زمان می‌تواند زبان مادری شما را به هر زبانی تغییر دهد. این یعنی نیروی کار منعطف تر.

### بهداشت و درمان
شبیه‌سازی جراحی و سونوگرافی به عنوان یک تمرین برای متخصصین مراقبت‌های بهداشتی استفاده می‌شود. ساده‌ترین نمونه استفاده از آن مدل‌های انسان می‌باشد که دانشجویان یا دکترهای تازه‌کار می‌توانند از آن استفاده کنند. مربیان می‌توانند از یک واقعیت ترکیبی برای شبیه‌سازی یک سناریوی زایمان استفاده کنند، دانشجویان یک رویکرد همه‌جانبه برای یادگیری دربارهٔ فیزیولوژی مادر و جنین و شرایط اضطراری نادر را فراهم می‌آورند و می‌توانند فرا گیرند.

### طرح‌های اولیه برای صنعت‌های مختلف
شروع هر محصول و صنعتی بخش R&D آن بخش هست. بعضی از صنعت‌ها نیاز دارند که به بررسی مدل‌های واقعی آن بپردازند یا خروجی حاصلی و نهایی را فراگیرند. با استفاده از واقعیت ترکیبی افراد متخصص می‌توانند مدل‌های واقعی و سه بعدی را به خوبی نمایش دهند و مورد بررسی قرار دهند.

### هوانوردی
مدل‌های مجازی به دانشمندان و مهندسان اجازه داده می‌دهد تا قبل از اینکه با مدل‌های واقعی ارتباط برقرار کنند، بتوانند علوم مختلف را فراگیرند. این مدل‌ها فرصتی برای به دست آوردن درک بصری از محصول دقیق، از جمله اندازه واقعی و جزئیات ساخت و ساز را فراهم می‌کند که اجازه می‌دهد بازرسی دقیق تر از قطعات داخلی را هم حتی انجام دهند. این مدل‌های مجازی می‌تواند برای تعمیر و نگهداری هم استفاده شود.

### معماری
شرکت‌های معماری می‌توانند از واقعیت‌های متفاوتی استفاده کنند تا نمایندگی‌های مجازی ساختمان‌هایی را که در دنیای واقعی با برنامه‌های کاربردی مانند SketchUp Viewer کار می‌کنند، استفاده کنند. این بدان معنی است که معماری شرکت خود و همچنین مشتری می‌تواند پیش‌بینی کند که ساختمان در واقع چگونه ساخته خواهد شد و قبل از ساخت به بررسی واقعی او بپردازد.